# Saint-Nicolas-de-la-Balerme
Saint-Nicolas-de-la-Balerme település Franciaországban, Lot-et-Garonne megyében. Lakosainak száma 425 fő (2022. január 1.). Saint-Nicolas-de-la-Balerme Saint-Romain-le-Noble, Caudecoste, Saint-Jean-de-Thurac és Saint-Sixte községekkel határos.

## Népesség
A település népessége az elmúlt években az alábbi módon változott:
| Lakosok száma | 333  | 324  | 365  | 401  | 386  | 399  | 408  | 423  | 424  | 425  |
|               | 1968 | 1982 | 1990 | 2006 | 2013 | 2015 | 2017 | 2019 | 2020 | 2022 |